# HD118022
HD118022 — хімічно пекулярна зоря спектрального класу A2, що має видиму зоряну величину в смузі V приблизно  4,9.
Вона  розташована на відстані близько 183,3 світлових років від Сонця.

## Фізичні характеристики
Зоря HD118022 обертається 
порівняно повільно 
навколо своєї осі. Проєкція її екваторіальної швидкості на промінь зору становить  Vsin(i)= 21км/сек.
Телескоп Гіппаркос зареєстрував фотометричну змінність  даної зорі з періодом    3,72 доби в межах від  Hmin= 4,95 до  Hmax= 4,92.

## Пекулярний хімічний склад
Зоряна атмосфера HD118022 має підвищений вміст 
Cr
.

## Магнітне поле
Спектр даної зорі вказує на наявність магнітного поля у її зоряній атмосфері.
Напруженість повздовжної компоненти поля оціненої з аналізу
наявних ліній металів
становить  875,5± 249,5 Гаус.